# Vương Tổ Hiền
Vương Tổ Hiền (chữ Hán: 王祖賢, sinh ngày 31 tháng 1 năm 1967) là nữ diễn viên, ca sĩ người Đài Loan thành danh ở Hồng Kông nổi tiếng thập niên 1980 và 1990. Cô là một trong Tứ đại hoa đán của điện ảnh Hồng Kông thập niên 1980 bên cạnh Trương Mạn Ngọc, Quan Chi Lâm, Chung Sở Hồng. Cô còn được mệnh danh là Đệ nhất mỹ nhân châu Á.

## Tiểu sử
Vương Tổ Hiền sinh ngày 31 tháng 1 năm 1967 là cô con gái của 1 gia đình danh giá, cô có một anh trai, một em trai và một em gái. Ông nội Vương Quốc Phiên là nhà sử học nổi tiếng của Đài Loan và từng gia nhập quân đội, cha cô là Vương Diệu Hoàng là tuyển thủ bóng rổ quốc gia của Đài Loan.
Thời niên thiếu cô học tập và lớn lên ở Đài Bắc, thời con đi học Vương Tổ Hiền rất có năng khiếu trong lĩnh vực thể thao và gia đình cũng khuyến khích cô trở thành một cầu thủ bóng rổ chuyên nghiệp khi cô mười bốn tuổi. Sau khi tốt nghiệp Trung học, Vương Tổ Hiền không theo định hướng của bố mẹ mà quyết tâm theo đuổi nghệ thuật. Cô đăng ký theo học diễn xuất ở trường Cao đẳng Nghệ thuật Quốc Quang. Với khuôn mặt xinh đẹp, chiều cao được thừa hưởng từ bố, Vương Tổ Hiền sớm chạm ngõ showbiz với vai trò người mẫu.
Năm 1982, khi mới 15 tuổi, Vương Tổ Hiền được nhãn hàng thể thao nổi tiếng Adidas mời đóng quảng cáo.
Năm 1984, Vương Tổ Hiền chính thức gia nhập Cbiz khi đóng vai chính trong bộ phim điện ảnh đầu tay "Năm nay ven hồ sẽ rất lạnh" do đạo diễn Đài Loan nổi tiếng Diệp Kim Cam sản xuất và được đề cử danh hiệu Nữ diễn viên chính xuất sắc nhất tại giải thưởng Kim Mã. Tại lễ trao giải, Vương Tổ Hiền nhận được sự quan tâm đặc biệt của Công ty điện ảnh Thiệu Thị và được ký hợp đồng 8 năm với mức giá cao ngất ngưởng 250 nghìn tệ (826 triệu) trong khi ở Đại Lục. Từ đó, Vương Tổ Hiền đã có được rất nhiều cơ hội, được hợp tác với những đạo diễn, diễn viên nổi tiếng trong mảng điện ảnh như Từ Khắc, Vương Gia Vệ, Trương Quốc Vinh, Lương Triều Vỹ, Lưu Đức Hoa, Châu Nhuận Phát, Lương Gia Huy,Trương Học Hữu, Thành Long, Lâm Thanh Hà, Trương Mạn Ngọc, ...
Năm 1987, vai diễn kinh điển Nhiếp Tiểu Thiện trong phim "Thiện Nữ U Hồn" đóng cùng tài tử Trương Quốc Vinh đã khiến cho sự nghiệp của Vương Tổ Hiền đạt đến đỉnh cao khi trở thành một thần tượng điện ảnh ở các nước Nhật Bản, Hàn Quốc và các quốc gia Châu Á khác, cũng từ đó cô trở thành "nàng thơ" của đạo diễn Từ Khắc khi xuất hiện trong hơn 10 tác phẩm phim của ông. Nhờ bộ phim này, Vương Tổ Hiền đã được đề cử cho giải "Nữ diễn viên chính xuất sắc nhất" của giải Kim Tượng.
Năm 1987 - 2003, 16 năm ở đỉnh cao sự nghiệp, Vương Tổ Hiền đã để lại những dấu ấn khó quên trên màn ảnh. Xuất hiện trong các tác phẩm điện ảnh với những vai diễn quyến rũ, ma mị như:Âm Dương Pháp Vương, Tiếu Ngạo Giang Hồ, Thanh Xà, Đông Tà Tây Độc, Thiên Địa Huyền Môn, Hồn Ma A Anh, Tiên trong Tranh,...Vương Tổ Hiền đã gây bão không chỉ ở Đài Loan mà còn cả ở Nhật Bản và Hàn Quốc. Cũng nhờ thế mà cô đã trở thành nữ diễn viên được yêu thích nhất ở nước ngoài và được mệnh danh là "Đệ nhất mỹ nhân Châu Á".
Thời hoàng kim nhan sắc và danh tiếng, Vương Tổ Hiền hai lần yêu. Lần đầu là doanh nhân Lâm Khiến Nhạc và cuộc tình này kết thúc vì doanh nhân đã có vợ, lần 2 là với ca sĩ Tề Tần. Vào năm 1986, Vương Tổ Hiền gặp gỡ Tề Tần trên phim trường và yêu nhau hơn một thập kỷ. Năm 2001, Vương Tổ Hiền tuyên bố chia tay Tề Tần ngay trước thời điểm kết hôn vì nữ diễn viên phát hiện Tề Tần đã có con riêng.
Tháng 9 Năm 2005, cùng với thời điểm phát hành phim Câu chuyện Thượng Hải trên toàn thế giới, Vương Tổ Hiền tuyên bố chính thức giải nghệ. Hiện tại cô đang cư trú tại Vancouver, British Columbia, Canada.

## Phim tham gia

#### Phim điện ảnh
| Năm  | Tên phim                                      | Tên phim tiếng Anh                | Tên phim tiếng Trung | Đạo diễn                       | Diễn viên tham gia |
| 1984 | Năm nay ven hồ sẽ rất lạnh                    | Lake Spirit                       | 今年湖畔會很冷       | Diệp Kim Cang                  | |
| 1985 | Thiên Quan Tứ Phú                             | How to Choose a Royal Bride       | 天官賜福             | Tony Liu                       | Lương Gia Nhân, La Liệt |
| 1985 | Working Class                                 | Working Class                     | 打工皇帝             | Từ Khắc                        | Ngô Mạnh Đạt, Hứa Quán Kiệt                                                                                                  |
| 1985 | Tạm biệt 7 ngày tình                          | Let's Make a Laugh II             | 再見七日情           | Alfred Cheung                  | Trương Quốc Trụ, Nhĩ Đông Thăng, Từ Cẩm Giang                                                                                |
| 1986 | Ma nhập hồn                                   | The Ghost Snatchers               | 俾鬼捉               | Lam Nãi Tài                    | Vương Tinh, Phùng Thối Phàm                                                                                                  |
| 1986 | Ngẫu nhiên                                    | Last Song in Paris                | 偶然                 | Sở Nguyên                      | Trương Quốc Vinh, Mai Diễm Phương                                                                                            |
| 1986 | Tâm động                                      | Walking Beside Me                 | 心動                 | Trình Phương                   | Thạch Tu, Giang Hiển Dương, Bào Khởi Tịnh                                                                                    |
| 1986 | Nghĩa Cái Vân Thiên                           | A Hearty Response                 | 義蓋雲天             | Norman Law                     | Châu Nhuận Phát, Trịnh Tắc Sĩ                                                                                                |
| 1986 | Hai người có tướng giết vợ                    | 100 Ways to Murder Your Wife      | 殺妻二人組           | Kenny Bee                      | Châu Nhuận Phát, Mai Diễm Phương, Chung Trấn Đào                                                                             |
| 1986 | Phích lịch đại lạc bá/Sĩ quan Tuba            | Where's Officer Tuba?             | 霹靂大喇叭           | Philip Chan                    | Hồng Kim Bảo, Trương Học Hữu, Khương Đại Vệ                                                                                  |
| 1987 | Điệp vụ săn người                             | To Err Is Humane                  | 標錯參               | Trương Kiên Đình               | Hồng Kim Bảo, Dương Tư, Ngô Mạnh Đạt                                                                                         |
| 1987 | Private Life                                  | Private Life                      | 香港小姐寫真         | Stanley Siu Wing               | Đặng Quang Vinh |
| 1987 | Phương thảo bích liên thiên                   | Pretty Girl                       | 紅粉情佳人           | Au Yeung Chun                  | Tề Tần |
| 1987 | Thiện Nữ U Hồn                                | A Chinese Ghost Story             | 倩女幽魂             | Trình Tiểu Đông                | Trương Quốc Vinh |
| 1987 | Vệ Tư Lý Truyền Kỳ                            | The Legend of Wisely              | 衛斯理傳奇           | Teddy Robin                    | Địch Long,Hứa Quán Kiệt |
| 1988 | Law or Justice?                               | Law or Justice?                   | 法中情               | Taylor Wong                    | Lâm Tuấn Hiền, Tần Bái |
| 1988 | Giấc mơ là của bạn                            | My Dream Is Yours                 | 夢過界               | Chang Man Gon                  | Trương Học Hữu, Trần Nhã Luân                                                                                                |
| 1988 | Thành Thị Đặc Cảnh                            | The Big Heat                      | 城巿特警             | Đỗ Kỳ Phong, Từ Khắc           | Lý Tử Hùng |
| 1988 | Nhật ký Đại Trượng Phu                        | The Diary of a Big Man            | 大丈夫日記           | Sở Nguyên                      | Lý Tử Hùng, Châu Nhuận Phát                                                                                                  |
| 1988 | Trường đoản cước chi luyến/Tình ngắn tình dài | Fractured Follies                 | 長短腳之戀           | Vương Chung                    | Lợi Trí, Hoàng Triêm, Châu Nhuận Phát                                                                                        |
| 1988 | Carry On Hotel                                | Carry On Hotel                    | 金裝大酒店           | Lưu Trấn Vĩ                    | Trương Học Hữu, Trịnh Tắc Sĩ, Ngô Diệu Hán                                                                                   |
| 1988 | Tiên Trong Tranh                              | Picture of a Nymph                | 畫中仙               | Wu Ma                          | Nguyên Bưu, Ngô Khải Hoa |
| 1989 | Kinh hồn ký                                   | Deception                         | 驚魂記               | David Chung                    | Lý Tử Hùng, Lâm Thanh Hà |
| 1989 | Thần bài                                      | God of Gamblers                   | 賭神                 | Vương Tinh                     | Châu Nhuận Phát, Trương Mẫn, Lưu Đức Hoa                                                                                     |
| 1989 | Mr. Coconut                                   | Mr. Coconut                       | 合家歡               | Clifton Ko                     | |
| 1989 | Sát thủ hồ điệp mộng                          | My Heart is That Eternal Rose     | 殺手蝴蝶夢           | Patrick Tam                    | Lương Triều Vỹ, Chung Trấn Đào                                                                                               |
| 1989 | Tình yêu thời hiện đại                        | Spirit Love                       | 飛越陰陽界           | Ting Shan-hsi                  | |
| 1989 | Phan Kim Liên kiếp trước kiếp này             | The Reincarnation of Golden Lotus | 潘金蓮之前世今生     | Clara Law                      | Lâm Tuấn Hiền, Đơn Lập Văn, Tăng Chí Vĩ                                                                                      |
| 1989 | Người chồng mất tích                          | Missing Man                       | 都市獵人             | Stephan Yip                    | Lê Minh |
| 1989 | Món quà từ thiên đường                        | Gift from Heaven                  | 打工狂想曲           | Chin Wing Keung                | Nhĩ Đông Thăng, Trịnh Du Linh                                                                                                |
| 1990 | Trò chơi gián điệp                            | Spy Games                         | 中日南北和           | David Wu                       | Trần Huệ Mẫn |
| 1990 | Ác ma nghìn năm                               | Demoness from Thousand Years      | 千年女妖             | Patrick Leung, Wing Chiu Cheng | Trương Học Hữu |
| 1990 | Huyết tẩy hồng hoa đình                       | An Eye for an Eye                 | 血洗红花亭           | Sing Pui O                     | Mạc Thiếu Thông, Lâm Tuấn Hiền                                                                                               |
| 1990 | Ma nữ A Anh                                   | Ming Ghost                        | 阿嬰                 | Kong Kin Yau                   | Đơn Lập Văn, Hoàng Diệu Minh                                                                                                 |
| 1990 | Như Lai Thần Chưởng Tân Thời                  | Kung Fu VS Acrobatic              | 摩登如來神掌         | Taylor Wong                    | Lưu Đức Hoa, Trần Bách Tường                                                                                                 |
| 1990 | Thích Lịch Kỳ Hiệp                            | A Tale from the East              | 漫畫奇俠             | Dụ Tuấn                        | Lâm Hải Phong, Ngô Đại Duy                                                                                                   |
| 1990 | The Big Score                                 | The Big Score                     | 絕橋智多星           | Vương Tinh                     | Huỳnh Thu Sinh, Đặng Tụy Văn                                                                                                 |
| 1990 | Family Honor                                  | Family Honor                      | 無名家族             | Barry Wong                     | Miêu Kiều Vỹ, Kha Thụ Lương, Ngô Diệu Hán, Lâm Tuấn Hiền                                                                     |
| 1990 | Point of No Return                            | Point of No Return                | 都市煞星             | Lai Ying Chau                  | Trương Học Hữu, Đàm Diệu Văn                                                                                                 |
| 1990 | Kẻ sát nhân lãng mạn                          | Killer's Romance                  | 浪漫殺手自由人       | Phillip Ko                     | Nhậm Đạt Hoa, Lý Nhược Đồng                                                                                                  |
| 1990 | The Cyprus Tigers                             | The Cyprus Tigers                 | 東方老虎             | Luk Chuen,Phillip Ko Fei       | Nhậm Đạt Hoa |
| 1990 | Thiện nữ U Hồn 2                              | A Chinese Ghost Story II          | 倩女幽魂II人間道     | Trình Tiểu Đông                | Trương Quốc Vinh, Trương Học Hữu                                                                                             |
| 1990 | Thần bài 2                                    | God of Gamblers II                | 賭神道               | Vương Tinh                     | Trương Mẫn, Ngô Mạnh Đạt |
| 1991 | Bố già Hồng Kông                              | Hong Kong Godfather               | 衝擊天子門生         | Vương Long Uy                  | Lương Gia Nhân, Vương Long Uy, Thạch Kiên, Từ Thiếu Cường                                                                    |
| 1991 | Thiện nữ U Hồn 3                              | A Chinese Ghost Story III         | 倩女幽魂III 道道道   | Trình Tiểu Đông                | Lương Triều Vỹ, Trương Học Hữu, Lý Gia Hân                                                                                   |
| 1991 | Lang Nữ                                       | Lady Wolf                         | 狼女                 | Richard X.C. Tung              | Ngọ Mã |
| 1991 | Linh hồ                                       | Fox Legend                        | 靈狐                 | Wu Ma                          | Diêu Vỹ, Ngọ Mã |
| 1991 | Ma họa tình                                   | Fantasy Romance                   | 魔畫情               | Taylor Wong                    | Lương Triều Vỹ, Tần Bái |
| 1991 | Hào môn dạ yến                                | The Banquet                       | 豪門夜宴             | Từ Khắc                        | Lương Triều Vỹ, Trương Học Hữu, Tăng Chí Vĩ                                                                                  |
| 1991 | Cán bộ quỷ                                    | Red and Black                     | 鬼幹部               | Andrew Kam                     | Lương Gia Huy, Lâm Chánh An                                                                                                  |
| 1991 | Truy nhật                                     | A Chinese Legend                  | 追日                 | Hung Chuen Lau                 | Trương Học Hữu, Trương Mẫn                                                                                                   |
| 1991 | Thiên Địa Huyền Môn                           | An Eternal Combat                 | 天地玄門             | Shing Hong                     | Lâm Chánh An |
| 1991 | Bố già Hồng Kông                              | Hong Kong Godfather               | 衝擊 天子 門生       | Cheuk Wing Ho                  | Lưu Đức Hoa |
| 1992 | Bá chủ bịp thành                              | Casino Tycoon                     | 賭城大亨之新哥傳奇   | Vương Tinh                     | Lưu Đức Hoa, Khâu Thục Trinh                                                                                                 |
| 1992 | Bá chủ bịp thành 2                            | Casino Tycoon II                  | 賭城大亨II之至尊無敵 | Vương Tinh                     | Lưu Đức Hoa, Khâu Thục Trinh                                                                                                 |
| 1992 | Âm dương pháp vương (Họa bì)                  | Painted Skin                      | 畫皮之陰陽法王       | Hồ Kim Thuyên                  | Trịnh Thiếu Thu, Hồng Kim Bảo, Ngọ Mã                                                                                        |
| 1992 | Miếu nhai thập nhị thiết                      | The Prince of Temple Street       | 廟街十二少           | Chiang Ka Chun, Jeffrey Chiang | Lưu Đức Hoa, Ngô Mạnh Đạt |
| 1993 | Tân Lưu Tinh Hồ Điệp Kiếm                     | Butterfly and Sword               | 新流星蝴蝶劍         | Michael Mak                    | Lương Triều Vỹ, Dương Tử Quỳnh, Chân Tử Đan                                                                                  |
| 1993 | Thiên nhân trảm/ Thần đao trảm bát quỷ        | The Beheaded 1000                 | 千人斬               | Ting Shanhsi                   | Vương Vũ, Trần Pháp Dung |
| 1993 | Đông Thành Tây Tựu                            | The Eagle Shooting Heroes         | 射鵰英雄傳之東成西就 | Lưu Trấn Vĩ                    | Lâm Thanh Hà, Lương Triều Vĩ, Trương Học Hữu, Trương Mạn Ngọc, Trương Quốc Vinh, Lưu Gia Linh, Lương Gia Huy, Chung Trấn Đào |
| 1993 | Thành thị Điệp nhân (Thợ săn thành phố)       | City Hunter                       | 城市獵人             | Vương Tinh                     | Thành Long, Khâu Thục Trinh                                                                                                  |
| 1993 | Thanh xà                                      | Green Snake                       | 青蛇                 | Từ Khắc                        | Trương Mạn Ngọc, Triệu Văn Trác                                                                                              |
| 1993 | Chi sĩ hỏa thối                               | Chez N'Ham Story                  | 芝士火腿             | Kha Thụ Lương                  | Trương Vệ Kiện, Trương Mẫn, Ngô Mạnh Đạt, Tăng Chí Vĩ                                                                        |
| 1993 | Tiếu Ngạo Giang Hồ 3 - Phong Vân Tái Khởi     | The East Is Red                   | 東方不敗─風雲再起    | Trình Tiểu Đông, Raymond Lee   | Lâm Thanh Hà, Cao Hùng |
| 1993 | Thủy Hử Truyện                                | All Men Are Brothers              | 水滸傳之英雄本色     | Trần Hội Nghị                  | Lưu Thanh Vân, Từ Cầm Giang, Ngọ Mã, Lương Gia Huy                                                                           |
| 1994 | Đông Tà, Tây Độc                              | Ashes of Time                     | 東邪西毒             | Vương Gia Vệ                   | Lâm Thanh Hà, Lương Triều Vĩ, Trương Học Hữu, Trương Mạn Ngọc, Trương Quốc Vinh, Lưu Gia Linh, Lương Gia Huy, Chung Trấn Đào |
| 1997 | Người Bắc Kinh                                | Peking Man Who are you?           | 北京猿人             | Junya Sato                     | |
| 2001 | Du viên kinh mộng                             | Peony Pavilion                    | 遊園驚夢             | Yonfan                         | Lâm Thanh Hà, Rie Miyazawa, Ngô Ngạn Tổ                                                                                      |
| 2004 | Câu chuyện Thượng Hải                         | Shanghai Story                    | 美麗上海             | Peng Xiaolian                  | |

## Album (Đĩa nhạc)
| Album                  | Ngày phát hành |
| ---------------------- | -------------- |
| 永遠 に 抱 き し め て | 11/3/1992      |
| Bạn là ai?             | 3/12/1997      |

## Giải thưởng và đề cử
| Năm  | Sự kiện                            | Phim được đề cử   | Giải thưởng                | Kết quả     |
| ---- | ---------------------------------- | ----------------- | -------------------------- | ----------- |
| 1987 | Giải thưởng điện ảnh Hồng Kông     | Thiện nữ U hồn    | Nữ diễn viên xuất sắc nhất | Đề cử       |
| 1992 | Liên hoan phim quốc tế Sitges      | Thiện nữ U hồn 3  | Nữ diễn viên xuất sắc nhất | Chiến thắng |
| 2002 | Giải thưởng hoa Dương Tử Kinh vàng | Du viên kinh mộng | Nữ diễn viên xuất sắc nhất | Đề cử       |